# Улица Михаила Якушина
Улица Михаи́ла Яку́шина — улица на севере Москвы в районе Аэропорт Северного административного округа между улицей Юрия Никулина и Петровско-Разумовской аллеей.

## Происхождение названия
Проектируемый проезд № 6611 получил название улица Михаила Якушина в январе 2018 года. Проезд в районе станции метро «Динамо» и спорткомплекса «ВТБ Арена» назван в честь советского футболиста, полузащитника команды и тренера «Динамо» и сборной СССР М. И. Якушина (1910—1997).
Вместе с соседними улицами Юрия Никулина и Игоря Численко название выбиралось путём интернет-голосования. Однако несмотря на то, что победил вариант «Улица Ветеранов „Динамо“», было присвоено текущее наименование, изначально бывшее вариантом для присвоения названия нынешней улице Юрия Никулина.

## Описание
Улица начинается от улицы Юрия Никулина, расположена в жилищном комплексе «Арена-Парк», проходит на северо-восток до Петровско-Разумовской аллее в районе перекрёстка с улицами Верхняя Масловка и Нижняя Масловка.